# Bracon partizan
Bracon partizan (лат.) — вид паразитических наездников из семейства Braconidae. Россия: Приморский край (в 15 км от Партизанска) и Еврейская автономная область (Амурзет).

## Описание
Длина 3,5—3,8 мм. Основная окраска тела чёрная, ноги коричневато-жёлтые. Яйцеклад длинный, примерно равен груди и брюшку вместе взятым. Усики тонкие, нитевидные. Вид был впервые описан в 2000 году российским гименоптерологом профессором Владимиром Ивановичем Тобиасом (ЗИН РАН, Санкт-Петербург) по типовым материалам с полуострова Камчатка. Включён в состав подрода Lucobracon.